# Gottlieb Daimler
Gottlieb Wilhelm Daimler (en realidad Däumler) (Schorndorf, 17 de marzo de 1834 - Cannstatt, un barrio de Stuttgart, 6 de marzo de 1900) fue uno de los ingenieros, constructores e industriales más importantes de Alemania. Fue uno de los pioneros de la industria automotriz mundial. 

## Biografía
Nació en 1834 en la ciudad de Schorndorf, situada a unos 20 kilómetros al este de Stuttgart. Hijo del panadero Johannes Däumler y su esposa Frederika. En 1867 se casó con Emma Kurtz y tuvo cinco hijos.
Estudió en la Escuela Politécnica de Stuttgart. Después de graduarse, Daimler se dedicó a la fabricación de armas, pero más tarde, se inclinó por la ingeniería mecánica. Hizo entonces estudios en Francia, Bélgica, e Inglaterra. Cuando regresó a Alemania, trabajó en diversas empresas alemanas relacionadas con la ingeniería mecánica, en las que fue adquiriendo experiencia en materia de motores, hasta ser designado en 1872 director técnico de la firma presidida por Nikolaus Otto, el inventor del motor de cuatro tiempos.
Estando allí, se dio cuenta de la potencialidad para aplicar el motor que fabricaban en la planta de Deutz para la tracción de vehículos. Sin embargo, al no encontrar apoyo para desarrollarse, Daimler se retiró de esta e instaló su propio taller.
En 1882 abandonó la firma de Otto y fundó, junto con Wilhelm Maybach, su propia industria, dedicada a la construcción de motores de combustión interna. Tres años después patentaron uno de los primeros motores capaces de impulsar un vehículo con cierta velocidad, y desarrollaron el primer carburador que permitió el empleo de gasolina como combustible.
El nuevo motor fue montado en una bicicleta, lo cual se constituyó en la primera motocicleta de la historia. Continuando con sus experimentos mecánicos, al poco tiempo construyó un automóvil de cuatro ruedas, con una palanca de dirección, correa de transmisión y caja de cuatro velocidades. Con este alcanzaba a desarrollar dieciocho kilómetros por hora, y para comercializarlo, Daimler abrió su propia fábrica.
En 1890 fundaron la Daimler Motoren Gesellschaft, en Cannstatt, industria que, nueve años más tarde, construyó el primer coche de la marca Mercedes.

## Aportes

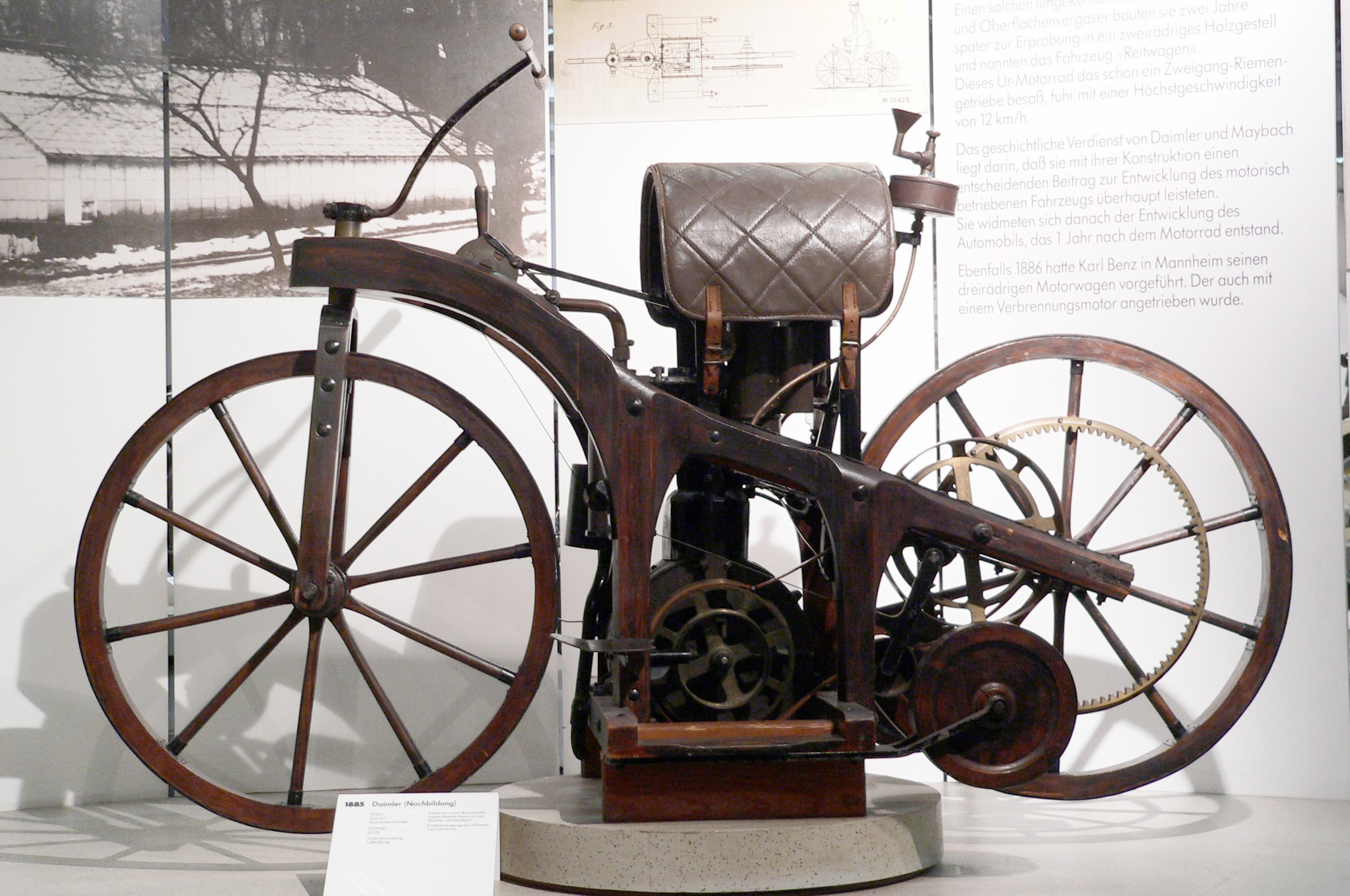
Primera motocicleta llamada "Reitwagen" por Gottlieb Daimler y Wilhelm Maybach (1885)

Entre sus mayores inventos, junto a Wilhelm Maybach, se encuentra la "Reitwagen" ("vehículo montable"), que puede ser considerada como la primera motocicleta del mundo. 
Junto a Maybach desarrolló el motor de combustión interna.
Además del desarrollo de otros automotores, que estaban en los primeros términos de competición en aquellos tiempos.
Él es el padre de la marca Mercedes-Benz, nacida de la fusión de su empresa "Sociedad de motores Daimler", con la de Karl Benz, "Benz & Cie".
También fue el primero en montar un motor en un vehículo de cuatro ruedas y cuatro tiempos (Benz lo había hecho en uno de tres ruedas, y dos tiempos). Se lo considera también el inventor del camión. 
Trabajó a la par de algunos de los ingenieros más importantes de la industria automotriz, como Nikolaus Otto (creador del motor de ciclo Otto de cuatro tiempos y que conocemos a día de hoy) además de los ya mencionados Benz y Maybach, junto a otro posterior ingeniero, del siglo XX, llamado Ferdinand Porsche.
Falleció en 1900, en Cannstatt y fue sepultado en el Uff-Kirchhof. 
En el mismo año de su muerte, la compañía produjo un automóvil y le puso como marca Mercedes y después de fusionarse con la fábrica de Karl Benz (como ya se mencionó), se conoció en el mundo como Daimler & Benz, y tiempo después, renombrada como Mercedes - Benz.
En 2006 se abrió el museo "Mundo Daimler", museo de la empresa Mercedes-Benz, ubicado en Cannstatt, junto al estadio de Stuttgart "Gottlieb-Daimler-Stadion". En el museo se puede recorrer la historia de la empresa, de sus fundadores y del automóvil a la par de la historia de la humanidad.